# 自然産業研究所
株式会社自然産業研究所（しぜんさんぎょうけんきゅうじょ）は、滋賀県大津市仰木の里東一丁目1番2号に本社を置く、日本のシンクタンク。略称は、RINCまたは自然研。

## 概要

### 会社概略
農林水産業をはじめとして、自然資源を持続的に利用しようとする多様な経済活動（自然産業）に関する調査研究、経営分析やコンサルティング、コーディネートを実施している。学校法人近畿大学が企業支援したベンチャー企業（近畿大学発ベンチャー）であり、2016年（平成28年）9月30日に学校法人近畿大学の100%出資会社となった。

## 沿革
- 2010年（平成22年）6月2日 - 京都大学農学部出身者が創業メンバーとなり、農林水産業を主要テーマとした民間シンクタンクとして、株式会社自然産業研究所 設立
- 2013年（平成25年）5月17日 - 新宮港埠頭株式会社と共同で、水産加工・輸出会社である株式会社食縁（和歌山県新宮市）を設立
- 2015年（平成27年）9月18日 - 自然産業研究所附属試験場株式会社（滋賀県高島市）を分社設立
- 2016年（平成28年）9月30日 - 学校法人近畿大学の100%出資会社となる

## 関連会社
- 株式会社食縁 - ブリ等の養殖魚の加工・販売（特に海外輸出）を展開。
- 自然産業研究所附属試験場株式会社 - 自然産業研究所の試験研究部門が分社独立。株式所有50%。